# برایت استار (آلاباما)
برایت استار (به انگلیسی: Bright Star) یک منطقهٔ مسکونی در ایالات متحده آمریکا است که در شهرستان بلونت، آلاباما واقع شده‌است. برایت استار ۲۷۳ متر بالاتر از سطح دریا قرار دارد.